# Adetus pictus
Adetus pictus là một loài bọ cánh cứng trong họ Cerambycidae.